# فودافون عمان
فودافون عمان هي إحدى الشركات التابعة لمجموعة فودافون العالمية.
تأسست الشركة عام 2019، وحصلت على ترخيص من الفئة الأولى لتأسيس وتشغيل خدمات الاتصالات المتنقلة العامة في سلطنة عمان في يوم 5 يناير 2020.

## المرجع
1. ↑  "عن فودافون". Vodafone (بar-OM). Archived from the original on 2023-02-23. Retrieved 2023-02-24.{{استشهاد ويب}}:  صيانة الاستشهاد: لغة غير مدعومة (link)
2. ↑  المحرر (5 يناير 2021). "فودافون عُمان تحصل على الضوء الأخضر". WAF. مؤرشف من الأصل في 2021-12-08. اطلع عليه بتاريخ 2023-02-24.